# Шурипа, Станислав Витальевич
Станислав Витальевич Шурипа, часто Стас Шурипа (род. 20 июня 1971) — российский художник, куратор, преподаватель ИПСИ.

## Биография
Родился в 1971 году в Южно-Сахалинске. С 1990 по 1993 год учился в Московском институте радиоэлектроники и автоматики. С 1993 по 1995 год работал декоратором в Малом театре.
В 1999 году окончил Университет истории акультур (Москва). 1999 — стипендия «Artists in residence», «Leube Baustoffi», Австрия. В 2002 году окончил курс «Новые художественные стратегии» Института проблем современного искусства.
С 2002 по 2004 год учился в Школе искусств Валанд Гётеборгского университета (Швеция). Получил Диплом МА (Магистр искусств). C 2006 года преподает в Институте проблем современного искусства. 
В 2014 году вместе с художницей Анной Титовой стал сооснователем «Агентства сингулярных исследований» (АСИ). Деятельность АСИ посвящена художественным исследованиям в области постдокументального. В 2015 году Шурипа и Титова открыли специальное выставочное пространство АСИ на территории ЦТИ «Фабрика» в Москве.
В 2013 году принял участие в 5-й Московской биеннале современного искусства, а в 2014 году в биеннале Манифеста 10 в Санкт-Петербурге.
В 2017, 2018 годах вошел в Российский инвестиционный художественный рейтинг 49ART, представляющий выдающихся современных художников в возрасте до 50 лет.

## Персональные выставки
- 2010 — «Городские пейзажи». Айдан галерея, ЦСИ «Винзавод», Москва.[8][9]
- 2010 — «Формула монумента империи». Музей искусств, Гётеборг, Швеция[10].
- 2006 — «Наши перспективы (из ненаписанного)». Галерея АВС, культурный центр «Арт-Стрелка», Москва.
- 2005 — «Аллегории духа времени». Центр Librarie du Globe, Париж, Франция.
- 2004 — «Any second. More than us». Галерея Rotor, Гётеборг, Швеция.
- 2003 — Галерея Thomassen, Гётеборг, Швеция.
- 2000 — Leube Baustoffe Foundation, Зальцбург, Австрия.
- 1999 — «Агорафобия». Айдан галерея, Москва.
- 1996 — «Урановый проект» (совм. с М. Уховым и П. Филиповым). Айдан галерея, Москва.

## Групповые выставки
- 2006 — «Происхождение видов». Музей современного искусства г. Тояма, Япония.
- 2006 — «Undercurrents». Художественный музей г. Гётеборг, Швеция.
- 2005 — «АРт-поле», пос. Горки-10, Московская область.
- 2005 — «Русский поп-арт». Государственная Третьяковская галерея, Москва
- 2005 — «Hope/Stop». Зверевский культурный центр, Москва.
- 2004 — «Мастерские Арт-Москвы». Центральный дом художника, Москва.
- 2004 — Галерея Studio 44, Стокгольм, Швеция.
- 2004 — «2004». Goteborg Konsthallen, г. Гётеборг, Швеция.
- 2004 — «OpenEyesOpenDoors». Галерея ACUD, Берлин.
- 2003 — «Новый отсчет». Центральный дом художника, Москва.
- 2003 — «Aletheia. The Real of Consealment». Художественный музей г. Гётеборг, Швеция.
- 2003 — «АртКлязьма». Фестиваль современного искусства, Московская область.
- 2002 — «Современная русская живопись». Малый Манеж, Москва, Россия.
- 2002 — «Группа продлённого дня». Институт проблем современного искусства, Москва.
- 2002 — «Технологические сюжеты». Фестиваль электронного искусства, Киров.
- 2001 — «Искусство и технология», Малый Манеж, Москва.
- 1999 — «Предложения для Венецианского Биеннале 2001». Малый Манеж, Москва.
- 1999 — «Россия без музея современного искусства». Айдан галерея, Москва.
- 1998 — «Мужество. Часть 2. Пункт 2». Институт проблем современного искусства, Москва.
- 1998 — «Русский пейзаж конца 20 века». Centre de Russe, Женева, Швейцария.
- 1998 — «Родина». Дом-музей И. Репина, Самарская область, Россия.
- 1997 — «Своё кино». Айдан галерея, Москва.

## Общественная позиция
В 2010 году вместе с другими 87 художниками подписал открытое письмо президенту России в защиту [[1991
- Объявленное. Галерея в Трехпрудном п-ке, г. Москва

## Книги
- Шурипа С. Действие и смысл в искусстве второй половины XX века. — М.: Институт проблем современного искусства, 2017. — 344 с. — (Труды ИПСИ. Том III).